# جورنال عراق
جريدة جورنال عراق أول جريدة عراقية وعربية. صدرت في السنة الأولى من حكم الوالي داود باشا عام 1816 بغداد. وقد جاءت بعد قرنين من صدور أول صحيفة أسبوعية عرفتها البشرية وهي «ريلاسيون» في ستراسبورج عام 1605. وبذلك فهي سبقت أول صحيفة مصرية «الوقائع المصرية» باثني عشر عاما.. حيث لم تصدر إلا عام 1828 عندما أمر بتأسيسها محمد علي باشا.
وجورنال عراق (جريدة العراق)، هي أحد انجازات الوالي المملوكي داود باشا (1767-1831)، الذي حكم بغداد للفترة (1816-1831) وكان له دور كبير في العديد من الانجازات التحديثية في تاريخ العراق الحديث. ولا يتفوق عليه بذلك إلا الوالي العثماني الآخر مدحت باشا، الذي كانت لديه انجازات أخرى كبيرة منها المطبعة التي صدرت عنها جريدة الزوراء التي صدرت عام 1869، ويؤرخ خطأ انها أول جريدة عراقية.
وقد كانت جورنال عراق تطبع في مطبعة حجرية باللغتين العربية والتركية حالها حال جريدة الزوراء، وتوزع على قواد الجيش وكبار الموظفين وأعيان المدينة، كما تعلق نسخ منها على جدران السراي. وكانت تحتوي على وقائع العشائر وأخبار الدولة العثمانية وأوامر الوالي والإصلاحات الواجب إجراؤها وما أشبه.